# 프레드 클라크
프레드 클리퍼드 클라크(Fred Clifford Clarke, 1872년 10월 3일 ~ 1960년 8월 14일)는 미국의 전 프로 야구 선수이자 감독으로, 메이저 리그 베이스볼(MLB)에서 1894년부터 1915년까지 선수로 뛰었고, 1897년부터 1915년까지 감독을 맡았다. 선수 시절 포지션은 좌익수였고, 우투좌타였다. 루이빌 커늘스와 피츠버그 파이리츠에서 선수이자 감독으로서도 활약했다. 피츠버그 구단 프랜차이즈 역사상 아홉 번의 페넌트 우승 중에 네 차례가 클라크가 선수 겸 감독으로 있을 때였다.
1945년에 베테랑 위원회를 통해 미국 야구 명예의 전당에 헌액되었다.